# Саи (Полтавская область)
Саи (укр. Саї) — село,
Степановский сельский совет,
Великобагачанский район,
Полтавская область,
Украина.
Присоединено к селу Стефановщина в 1986 году .

## Географическое положение
Село Саи находится в 0,5 км от села Стефановщина.
Рядом проходит автомобильная дорога М-03.

## История
- 1986 — присоединено к селу Стефановщина [1].